# Текстов редактор
Текстовите редактори са компютърни програми, предназначени за редактиране на текстови файлове. Редакторите на обикновен текст са различни от текстовите процесори (като например Microsoft Word), защото те могат да показват съдържанието на всеки файл и защото нямат функции на ниво дизайн на съдържанието. Не можете, например, да добавете изображения, рисунки, автоматичен текст и т.н.
Предимството на текстовите редактори пред текстообработващите процесори е ниската консумация на компютърни ресурси и тяхната ниска цена. По отношение на всички софтуерни програми за редактиране на текст има сравнително лесни програми с малко функции (като Notepad и Leafpad), има някои по-напреднали редактори като Notepad++, а от друга страна има по-мощен софтуер с множество опции и разликата между тях и текстообработващия процесор е неясна.
Редакторите на текст обикновено се инсталират като част от софтуера на операционната система. Понякога тези програми идват като част от софтуерни пакети, предназначени да обработват изходния код с езиците за програмиране. Можете също така да промените настройките на софтуера чрез текстов редактор.

## Функции
Най-простите текстови редактори позволяват разглеждането на файловете на екрана, печат на принтер, търсене и замяна на низове (отделни знаци, или цели думи или изрази) и др. Типични представители на този тип редактори са вградените в операционните системи текстови редактори.
Най-опростеният и много често използван вариант на текст е неформатиран ASCII текст. Файлът, който съдържа такъв текст, представлява поредица от байтове, а всеки байт представлява по един символ. Всеки ред завършва с контролен символ или комбинация от контролни символи. Основна разлика между текстовите редактори под Windows и Linux е символът за край на реда, като в Linux се използва символ с ASCII код 13 (LF – line feed), а в Windows – комбинацията от символи с кодове 13 и 10 (CR + LF – carriage return + line feed). Това е често срещана причина потребителите на Windows да не виждат добре текст, писан под Linux, и обратно. За решаване на проблема под Windows може да се използва вградената програма WordPad. Трябва да се има предвид, че след запис на файл с WordPad, за край на ред пак се използва стандартната за Windows комбинация 13, 10.
Днес повечето документи се записват с по-съвременни системи на кодиране, каквато например е (UTF-8), които поддържат по-голям брой знаци от много писмености. Уникод (UTF-8) е международно признат стандарт. За преобразуване между различни кодировки може да се използват свободни програми като iconv, вградени функции в текстовите редактори или дори безплатни онлайн услуги.

## Често използвани текстови редактори
Редакторите с повече функции включват възможности като например: форматиране, оцветяване на думите в различни цветове, сортиране на текста по редове, използване на готови шаблони, конвертиране между различните кодировки и др. Този тип редактори са предназначени предимно за писане на изходен код на различни езици за програмиране (Delphi, C и др.), създаване и редактиране на мрежови страници (HTML, PHP, Perl).
- SciTE

- Notepad++
- jEdit (използва Java)
- Notepad2
- Atom (дело на екипа на GitHub)
- UltraEdit
- MultiEdit и NoteTab
- Notepad

- Emacs
- VIM
- gEdit / Pluma (използват библиотеката GTK+)
- Kate (за графичната среда KDE)
- Leafpad (за графичната среда LXDE)
- Mousepad (базиран на Leafpad, за графичната среда XFCE)
- pico
- nano
- Bluefish